# Vanellus albiceps
Vanellus albiceps là một loài chim trong họ Charadriidae.